# Adolph Frank
Adolph Frank (Klötze, 29 de enero de 1834 - 30 de mayo de 1916) era un químico, ingeniero y empresario alemán. Es conocido por descubrir los usos de la potasa en la industria.
Adolph Frank nació en la aldea de Klötze, cerca de Gardelegen, en Altmark, Alemania.
Era hijo de un comerciante judío. Estudió en la escuela secundaria de Strelitz, ahora parte de Neustrelitz, y en la escuela Jacobsohn en Seesen. Entre 1885 y 1857 estudió farmacia en la Universidad de Berlín. En 1857 pasó el examen de boticario con grado 1 (el mejor grado dentro del sistema educativo alemán). Entre 1861 y 1862 recibió su doctorado en química de la universidad de Gotinga con un trabajo sobre la producción de azúcar. Antes de esto, en 1858 recibió su primera patente mientras trabajaba en una fábrica de azúcar a partir de la remolacha azucarera en Staßfurt. Recibió esta patente por descubrir una manera de limpiar el jugo de la remolacha con los jabones de la arcilla.
Dedicó la mayor parte de su trabajo al uso de la potasa como fertilizante artificial.
Después de 1860 descubrió y desarrolló un depósito cerca de Stassfurt y de Leopoldshall, así fundando la industria. En 1861, obtiene la patente del fertilizante en base del cloruro de potasio. 
Otra invención la suya era un método para la extracción del bromo de minas de sal.
Su trabajo en el campo de los fertilizantes conducidos al uso del fertilizante descubierto por Sidney Gilchrist Thomas (alemán: Thomasmehl). Junto con el químico polaco-alemán Nikodem Caro, desarrolló el proceso Franco-Caro de extraer cianamida de calcio en 1899, que era la fundación de la industria del fertilizante de la cianamida de nitrógeno y del calcio. En el mismo año esos dos y algunos otros hombres de negocios fundaron el mbH de Cyanidgesellschaft, que se convirtió en más adelante Stickstoff-Werke AG (BStW) de Bayrischen en Trostberg.
El colorante marrón de botellas, que se supone para proteger el contenido de la botella contra los efectos de la luz, se puede también atribuir a él. investigó también la extracción del hidrógeno para el dirigible no rígido junto con Carl von Linde
- Datos: Q62243
- Multimedia: Adolph Frank / Q62243